# مارجری تایرل
مارجری تایرل یک شخصیت داستانی در سری رمان‌های فانتزی ترانه یخ و آتش اثر جرج آر. آر. مارتین و اقتباس تلویزیونی آن بازی تاج‌وتخت است. در سریال، این نقش را ناتالی دورمر بازی کرده‌است.

## توضیحات شخصیت
مارجری تایرل تنها دختر «لرد مِیس تایرل» است که به تازگی با برادر شاه رابرت، رنلی براتیون در راستای پشتیبانی خاندان تایرل از تلاش رنلی در به دست آوردن پادشاهی ازدواج کرده‌است. او در سن بیست سالگی به طرز شگفت‌آوری زیرک و حیله‌گر است. او از گرایش‌های جنسی شوهرش آگاه است اما به این موضوع اهمیت نمی‌دهد و با کمال میل می‌خواهد به رنلی کمک کند تا بتواند باردار شود. هنگامی که رنلی کشته می‌شود، تایرل‌ها با لنیسترها متحد می‌شوند و در این راستا او با شاه جافری ازدواج می‌کند. سپس بعد از مرگ جافری او طرح ازدواج با برادر او یعنی تامن را می‌ریزد و با او ازدواج می‌کند و او را تحت سلطه خود درمی‌آورد.